# Formentera de Segura
Formentera de Segura är en ort i Spanien.   Den ligger i provinsen Provincia de Alicante och regionen Valencia, i den sydöstra delen av landet, 400 km sydost om huvudstaden Madrid. Formentera de Segura ligger 11 meter över havet och antalet invånare är 2 765.
Terrängen runt Formentera de Segura är platt.  Närmaste större samhälle är Torrevieja, 13,1 km söder om Formentera de Segura. Trakten runt Formentera de Segura består till största delen av jordbruksmark.